# Marion Duggan
Marion Duggan (27 de julio de 1884–24 de junio de 1943) fue una sufragista y activista irlandesa. 

## Biografía
Hija de James y Elizabeth Duggan, nació en Kilbeggan y  fue bautizada como Marion Elizabeth Duggan en la Iglesia de San Marcos, Dublín. Su padre era un subagente del Banco de Irlanda, por lo cual se mudaron a Rossleaghan, Borris en 1901 y a Ranelagh en 1911.

## Sufragista
Fue la tercera mujer graduada de Derecho, obteniendo su título en 1910 del Trinity College y una sufragista prominente en Dublín. Un número de The Irish Citizen (El ciudadano irlandés) incluyó el artículo titulado 'The Discovery of the Femaculine', usando un término acuñado por ella. Le preocupaba especialmente la incidencia de violencia doméstica y agresiones sexuales tanto en la sociedad como la forma en que los tribunales las trataban. Los hombres a menudo fueron tratados con indulgencia y ganar el voto fue visto como un paso crucial para cambiar esto. Duggan era la secretaria de la Liga Irlandesa de Reforma Femenina. Les preocupaba que cualquier mujer llevada a la corte enfrentara a un jurado, juez y abogado masculino. Se prohibió a las mujeres trabajar como abogadas hasta la Ley de descalificación sexual (remoción) de 1919 y casi nunca pudieron servir como jurados hasta 1976. Hubo una serie de casos relacionados con abuso infantil, incluido uno en el que el autor cumplió dos semanas por el delito y otro en el que el cargo no se siguió porque la víctima tenía 7 años. Duggan se enfureció cuando el juez William Huston Dodd ordenó al jurado compuesto por hombres a tener en cuenta "los impulsos naturales e irresistibles que animan al hombre" en 1914. Ella escribió al diario 'Ciudadano irlandés' y formó un comité de vigilantes para asistir a las sesiones públicas cuando una mujer estaba en la corte. Incluso esto causó dificultades cuando se consideró que los casos contenían información indecente. A menudo hubo un intento de expulsar a las mujeres del recinto. En 19 de junio de 1915, el "ciudadano irlandés" preguntó "¿Cuándo se darán cuenta los hombres de que las mujeres son parte del público, que tienen pleno derecho a estar presentes en todos los casos abiertos al público". Fue Duggan quien escribió la mayoría de los informes de las acciones de los tribunales para su publicación.
También se expresó sobre las mujeres, la militancia, maternidad, el salario y condiciones de las mujeres, trabajó para el Sindicato de Trabajadoras Irlandesas y fue miembro del Comité Central para el Empleo de las Mujeres de las Provincias de Leinster, Munster y Connaught.

## Carrera profesional
Una vez que se eliminó el impedimento legal, pudo trabajar en su campo. Fue reconocida abogada en 1925, la quinta irlandesa en serlo. También fue nombrada formalmente por el Consejo de Información Legal de Irlanda en 1928. Fue la primera reportera de leyes, pero fue presionada para que renunciara en 1934. Había trabajado como secretaria, maestra y periodista sin poder ejercer su profesión. Murió de insuficiencia cardíaca en 1943 en Dublín.